# Communauté de communes Briance-Combade
La communauté de communes Briance-Combade est une communauté de communes française, située dans le département de la Haute-Vienne, en région Nouvelle-Aquitaine.

## Histoire
La communauté de communes Briance Combade est créée le 11 décembre 2002.

## Territoire communautaire

### Géographie
Située au sud  du département de la Haute-Vienne, la communauté de communes Briance-Combade regroupe 10 communes et présente une superficie de 231 km2.

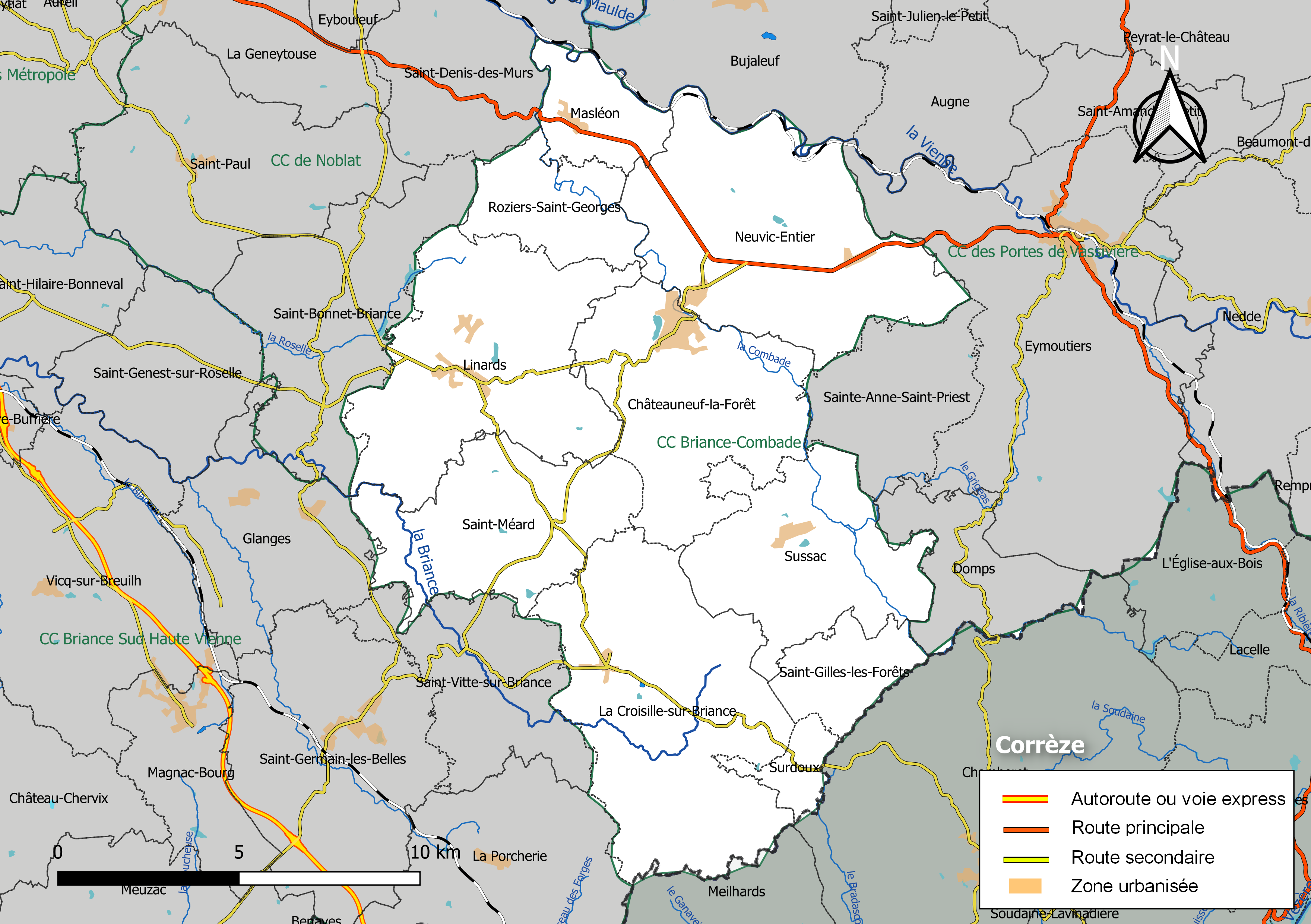
Carte de la communauté de communes Briance-Combade au 1er janvier 2019.

### Composition

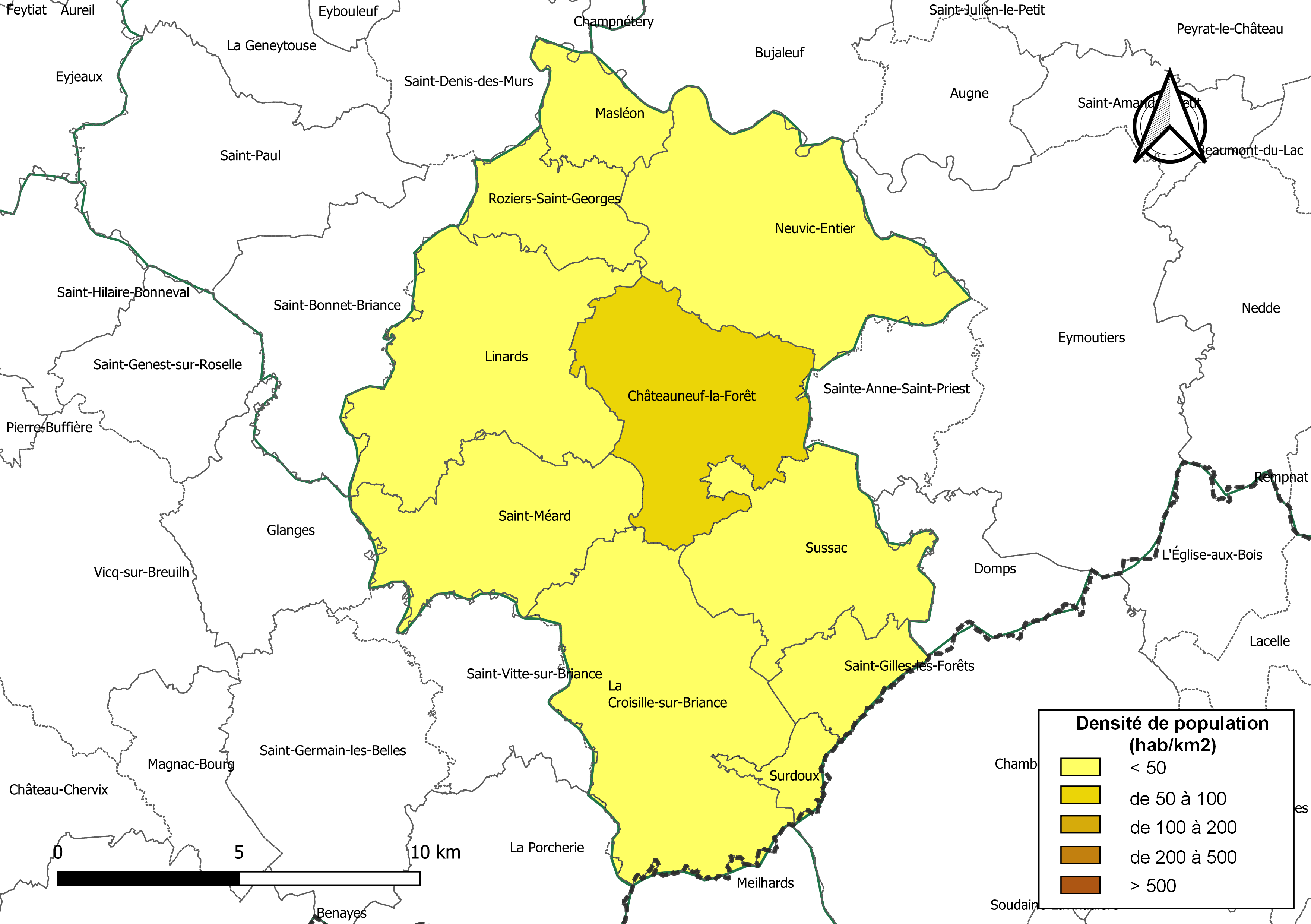
Carte des densités de population (millésimée 2016) des communes de la communauté de communes Briance-Combade. Composition en communes au 1er janvier 2019.

La communauté de communes est composée des 10 communes suivantes :

| Nom                          | Code Insee | Gentilé        | Superficie (km2) | Population (dernière pop. légale) | Densité (hab./km2) |
| ---------------------------- | ---------- | -------------- | ---------------- | --------------------------------- | ------------------ |
| Châteauneuf-la-Forêt (siège) | 87040      | Castelneuviens | 29,25            | 1 536 (2022)                      | 53                 |
| La Croisille-sur-Briance     | 87051      | Crouzillauds   | 43,61            | 690 (2022)                        | 16                 |
| Linards                      | 87086      | Linardais      | 36,3             | 1 004 (2022)                      | 28                 |
| Masléon                      | 87093      |                | 8,72             | 286 (2022)                        | 33                 |
| Neuvic-Entier                | 87105      | Neuvicois      | 39,34            | 874 (2022)                        | 22                 |
| Roziers-Saint-Georges        | 87130      |                | 11,66            | 161 (2022)                        | 14                 |
| Saint-Gilles-les-Forêts      | 87147      |                | 8,28             | 44 (2022)                         | 5,3                |
| Saint-Méard                  | 87170      | Saint-Maymois  | 24,51            | 367 (2022)                        | 15                 |
| Surdoux                      | 87193      |                | 3,88             | 54 (2022)                         | 14                 |
| Sussac                       | 87194      | Sussacois      | 25,42            | 364 (2022)                        | 14                 |

### Démographie
| 1968  | 1975  | 1982  | 1990  | 1999  | 2010  | 2015  | 2021  |
| ----- | ----- | ----- | ----- | ----- | ----- | ----- | ----- |
| 8 073 | 7 424 | 6 443 | 5 957 | 5 664 | 5 747 | 5 561 | 5 340 |